# Taddeo Gaddi
Taddeo Gaddi, italijanski renesančni slikar in arhitekt, * 1290/1300, † 1366.